# Municipio de Morton (Dakota del Norte)
El municipio de Morton (en inglés: Morton Township) es un municipio ubicado en el condado de Burleigh en el estado estadounidense de Dakota del Norte. En el año 2010 tenía una población de 42 habitantes y una densidad poblacional de 0,45 personas por km².

## Geografía
El municipio de Morton se encuentra ubicado en las coordenadas 46°40′13″N 100°23′8″O / 46.67028, -100.38556. Según la Oficina del Censo de los Estados Unidos, el municipio tiene una superficie total de 93.18 km², de la cual 93,15 km² corresponden a tierra firme y (0,03 %) 0,03 km² es agua.

## Demografía
Según el censo de 2010, había 42 personas residiendo en el municipio de Morton. La densidad de población era de 0,45 hab./km². De los 42 habitantes, el municipio de Morton estaba compuesto por el 100 % blancos. Del total de la población el 0 % eran hispanos o latinos de cualquier raza.